# Oskar Negt
Oskar Negt, né le 1er août 1934 en Prusse-Orientale près de l'actuelle Kaliningrad et mort le 2 février 2024, est un philosophe allemand, figure majeure de la théorie critique de l'École de Francfort.

## Biographie
Issu d'une famille socialiste, il est l'un des disciples de Theodor W. Adorno et devient l’assistant scientifique de Jürgen Habermas. Sur le plan théorique, il formule des objections au libéralisme politique de Habermas (L'Espace public, 1962, trad. par Marc B. de Launay, Payot, 1978) à travers un retour aux sources de la pensée critique dans L'Espace public oppositionnel (Payot, 2007, textes choisis, introduits et traduits par Alexander Neumann). 
La pensée de Negt se nourrit d'expériences pratiques nombreuses et significatives. Fondateur du département de formation ouvrière du syndicat IG Metall, cofondateur d'une École alternative à Hanovre (Glocksee-Schule) qui dispense aujourd'hui l'équivalent du diplôme national du brevet, Negt a inspiré de nombreuses enquêtes au sujet des cultures populaires, de l'éducation, de l'action collective ou encore du changement des traditions politiques. Entre 1972 et 2003, il dirige l'Institut für Soziologie de l'Université de Hanovre, en tant que professeur de sociologie.
Il est l'auteur d'une quarantaine de livres philosophiques, sociologiques ou politiques (traduits dans une dizaine de langues étrangères), jusqu'alors peu connus en France. Son ouvrage majeur, rédigé « à quatre mains » avec le cinéaste et essayiste Alexander Kluge, intitulé Geschichte und Eigensinn (Histoire et subjectivité rebelle), comprend près de mille pages. Il s'agit d'une triple réplique à Histoire et conscience de classe de Georg Lukács, à la Théorie de l'agir communicationnel de Habermas et à L'Anti-Œdipe de Félix Guattari et Gilles Deleuze. Comme l'ouvrage annonce l'effondrement inévitable du communisme de caserne est-européen, il est largement diffusé après la chute du Mur de Berlin (dernière édition en 2001, ed. Zweitausendeins, Francfort).
Après un passage à Paris en mai 68, Negt s'est référé à Jean-Marie Vincent, André Gorz, Pierre Bourdieu et Michel Foucault au sein du débat français. Il y est notamment intervenu à travers ses articles pour Variations, revue internationale de théorie critique (Paris-Lyon).